# Luise Kanitz
Luise Kanitz (* 5. Juli 1908 in Wien als Luise Lebensaft; † 20. September 1976 ebenda) war eine österreichische Pianistin und Widerstandskämpferin.
Luise Lebensaft wurde in Wien als Tochter eines Angestellten geboren, sie war Cousine des Fußballers Heinrich Lebensaft. Nach Besuch der Volks- und Bürgerschule absolvierte sie an einer Höheren Lehranstalt ein Musikstudium. Danach wurde sie staatlich geprüfte Pianistin.
1930 heiratete sie den Konzertagenten Ernst Kanitz. Nach dem „Anschluss“ Österreichs an das Deutsche Reich floh ihr Mann wegen seiner jüdischen Herkunft nach Frankreich. Später wurde er dort jedoch aufgegriffen und am 7. September 1942 nach Auschwitz deportiert, wo er ermordet wurde.
Nach der Flucht ihres Mannes versuchte Luise Kanitz den neuen Machthabern Widerstand entgegenzusetzen. Im Dezember 1939 kam sie über Gerhard Fischer-Ledenice mit der Widerstandsgruppe Österreichische Freiheitsbewegung um Roman Karl Scholz in Kontakt und legte auf diese im Februar 1940 einen Eid ab. Als Frauenschaftführerin war sie mit dem Aufbau und der Leitung der Frauengruppe betraut. Sie wurde eine enge Vertraute von Scholz und nahm an wöchentlichen Zusammenkünften der Führungsgruppe teil. Als Decknamen verwendete sie Mucki und Lou. Sie beteiligte sich auch aktiv an Aktionen der Gruppe, so lenkte sie im Juni 1940 etwa bei der Auskundschaftung eines Munitionsdepots der Wehrmacht im Halterbachtal mit einem vorgetäuschten Ohnmachtsanfall die Wachen ab, um ihren Kameraden den Zutritt zu ermöglichen. Die gewonnenen Erkenntnisse sollten bei einer später geplanten Sprengung des Depots nützlich sein. Der Plan dazu kam vom Gestapo-Spitzel und Agent Provocateur Otto Hartmann, dem es gelungen war, in die Führungsgruppe der Bewegung aufgenommen zu werden. Durch seinen Verrat wurde Luise Kanitz gemeinsam mit anderen führenden Mitgliedern der Bewegung am 23. Juli 1940 verhaftet. Bis Dezember 1940 wurde sie in der Rossauerlände festgehalten und dann ins Landgericht überstellt. 
Am 23. Februar 1944 wurde sie gemeinsam mit anderen Mitgliedern der Widerstandsgruppe in einem Prozess des Volksgerichtshof wegen Vorbereitung zum Hochverrat zu sechs Jahren Zuchthaus sowie Verlust der Ehrenrecht auf sechs Jahre verurteilt. Im Februar 1945 wurde sie aufgrund des Kriegsverlaufs aus dem Zuchthaus entlassen. Sie erlitt durch die Haft gesundheitliche Schäden, wodurch sie ihre Karriere als Klavierspielerin nicht mehr fortsetzen konnte.
Im November 1947 war sie im Volksgerichtsverfahren gegen Otto Hartmann Hauptbelastungszeugin.

## Belege
1. ↑  Hans Schafranek: Widerstand und Verrat. Gestapospitzel im antifaschistischen Untergrund 1938–1945. Czernin, Wien 2017, ISBN 978-3-7076-0622-5, S. 215 f.

| Personendaten    | Personendaten                                      |
| ---------------- | -------------------------------------------------- |
| NAME             | Kanitz, Luise                                      |
| ALTERNATIVNAMEN  | Lebensaft, Luise (Geburtsname)                     |
| KURZBESCHREIBUNG | österreichische Pianistin und Widerstandskämpferin |
| GEBURTSDATUM     | 5. Juli 1908                                       |
| GEBURTSORT       | Wien, Österreich-Ungarn                            |
| STERBEDATUM      | 20. September 1976                                 |
| STERBEORT        | Wien, Österreich                                   |